# Gasparo Contarini
Gasparo Contarini (ur. 16 października 1483 w Wenecji, zm. 24 sierpnia 1542 w Bolonii) – wenecki dyplomata i kardynał.

## Życiorys
Urodził się w Wenecji jako najstarszy syn Alvise Contariniego.
Od września do 25 sierpnia 1520 był weneckim ambasadorem przy dworze cesarza Karola V, z którym Republika Wenecka szybko się poróżniła wchodząc w sojusz z królem Francji Franciszkiem I.
W 1535 papież Paweł III uczynił go kardynałem, mimo że Contarini był całkowicie świeckim dyplomatą. Papieżowi chodziło o związanie zdolnego dyplomaty z interesami Kościoła.

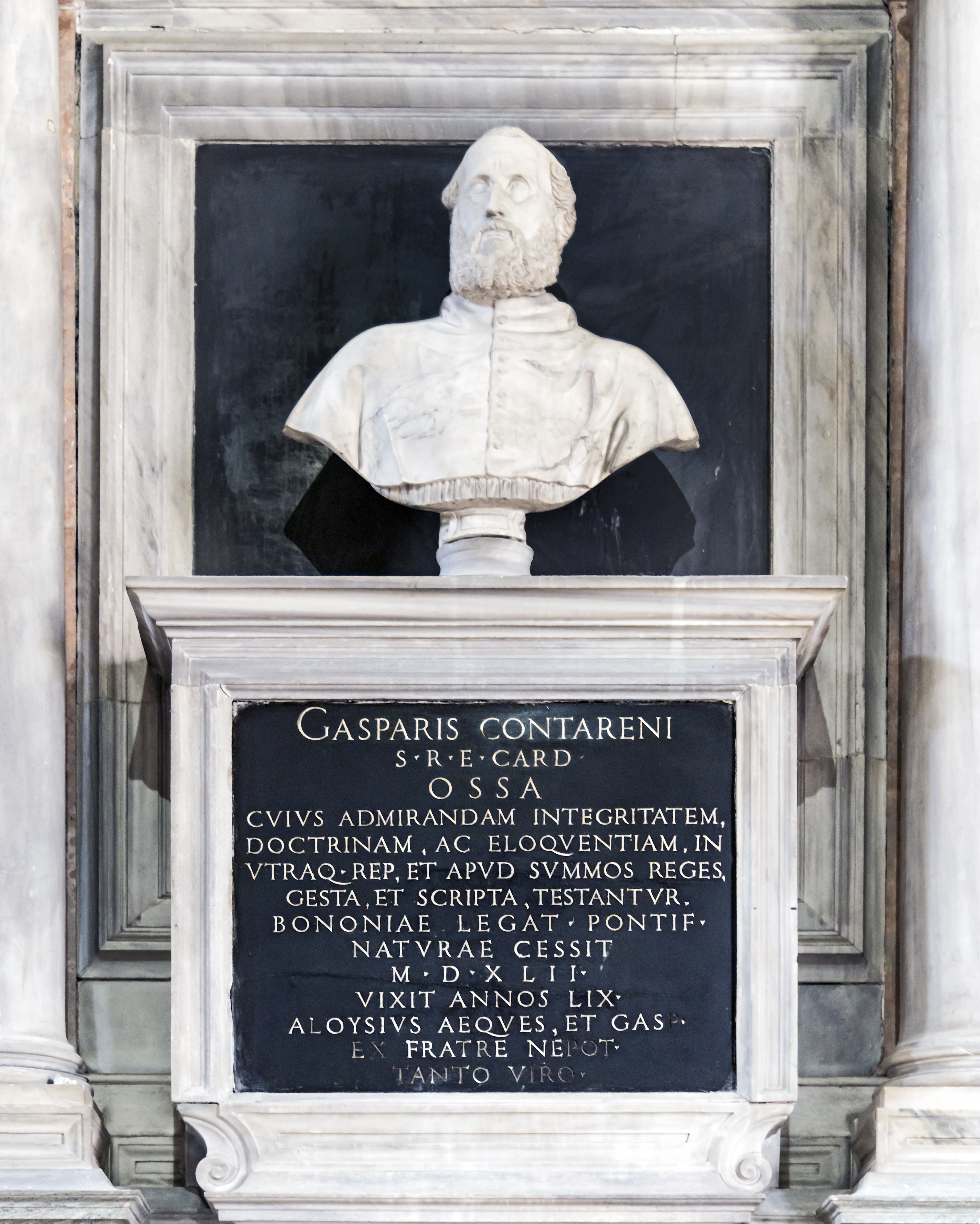
Jego grób w kościele Madonna dell'Orto